# No Doubt
No daut (engl. No Doubt) je američki rok bend iz Anahajma u Kaliforniji osnovan 1986. godine. „Ska-pop“ zvuk sa njihovog prvog albuma „No Doubt“ (1992) nije uspeo da ostavi dublji trag. Album „Tragic Kingdom“ je dobio „dijamantski“ sertifikat (diamond-certified) i pomogao je u povratku ska muzike u mejnstrim devedesetih godina prošlog veka. Treći singl sa ovog albuma „Don't speak“ je postavio rekord tako što je proveo šestnaest nedelja na mestu broj jedan Billboard Hot 11 Airplay liste.
Četiri godine kasnije grupa je izdala njihov sledeći album „Return of Saturn“ koji i pored pozitivnih kritika ipak nije uspeo da zabeleži značajniji komercijalni uspeh. Petneast meseci kasnije bend se pojavio sa novim albumom „Rock Steady“ na kojem je bilo i rege (engl. reggae) i denshol (engl. dancehall) zvuka. Album je većinom sniman u Jamaici i na njemu su se pojavili izvođači upravo sa Jamaike: Baunti Kiler (engl. Bounty Killer), Slaj i Robi (engl. Sly and Robbie) i Ledi So (engl. Lady Saw). Na albumu su se našla dva singla koji su dobili nagrade Gremi (engl. Grammy), „Hey Baby“ i „Underneath it all“.
Nou Daut su izdali kompilaciju „The Singles 1992-2003“ i boks set (engl. box set) „Boom Box“ 2003. godine na kojima se našla pesma „It's my life“ grupe Tok Tok (engl. Talk Talk) koja je bila karakteristična po tome što je predstavljala fuziju pop i elektronskog zvuka u kojem je sintisajzer bio dominantni instrument (synthpop). Glavna pevačica grupe, Gven Stefani (engl. Gwen Stefani) je započela svoju solo karijeru sledeće godine kroz saradnju sa nekoliko izvođača od kojih je jedan bio i kolega iz benda Toni Kjenal (engl. Tony Kanal) kao i Farel Vilijams (engl. Pharell Williams) iz producentskog dua Neptjuns (engl. The Neptunes). Gitarista Tom Djumont (engl. Tom Dumont) je započeo svoj sopstveni projekat Invisibl Overlord (engl. Invicible Overlord). Za vreme svog postojanja, bend No Daut je osvojio dve nagrade Gremi i prodao je preko 27 milion albuma širom sveta. Na leto ove godine bend je započeo svoju turneju po Americi.

## Istorija

### Počeci (1986 - 1995)
Erik Stefani (engl. Eric Stefani) i njegova sestra Gven, koji su prethodno zajedno nastupali po lokalnim lancima restorana Deiri Kvin (engl. Dairy Queen) 1986. godine oformili su bend pod nazivm Epl Kor (engl. Apple Core). Erik je bio samouk i on je svirao harmoniku dok je Gven bila pomoćni vokal.
Godinu dana posle Erik upoznaje Džon Spens-ija u jednom od restorana Dairi Kvin sa kojim razgovara o osnivanju grupe. Erik je u to vreme imao klavijaturu i skupio je nekoliko muzičara kako bi zajedno vežbali u garaži njegovih roditelja. Na ovim vežbama su bili Erik Stefani (klavijature), Gven Stefani (vokal), Džon Spensi (vokal) i Džeri Mekmejhon (engl. Jerry McMahon) na gitari, Kris Lil (engl. Chris Leal) koji je bio basista i Gejb Gonzales (engl. Gabe Gonzalas) koji je svirao trubu. Tu su bili i Alen i Toni Mid (engl. Tony Meade). Njihov plan je bio da nastupaju uživo u balskoj dvorani Fenders (engl. Fenders Ballroom) koja je u to vreme bila prostor za oko 500 ljudi bez sedećih mesta u Long Bič-u, u Kalifoniji (engl. Long Beach) ali Kris i Gejb se nisu pojavili na vežbama.
Toni Kejnal se pojavio na jednom od prvih nastupa i ubrzo se pridružio bendu u kome je dobio mesto basiste. Iako je u početku odbijao sve njene pokušaje, Toni je ubrzo počeo da se zabavlja sa Gven ali oni su godinu dana svoju vezu čuvali u tajnosti. Osećali su da postoji nepisano pravilo da niko iz benda ne treba da izlazi sa njom.
U decembru, 1987. godine Spens je izvršio samoubistvo nekoliko dana pre nego što je bend imao nastup u Roksi Teatru (engl. The Roxy Theatre) na kojem se očekivalo da će se pojaviti menadžeri iz nekoliko producentskih kuća. Bend Nou Daut se rasformirao ali nekoliko nedelja kasnije su se opet okupili kada je Alan Mid preuzeo vokale. Ipak kada je Mid napustio grupu slobodno mesto glavnog vokala je preuzela Gven dok se grupa Nou Daut nastavila da probija u Kaliforniji. Na početku 1988 godine Tom Djurmont (engl. Tom Durmont) je napustio band Rajzing (engl. Rising) koji je bio hevi-metal bend i u kojem je on bio zajedno sa svojom sestrom. On je jednom prilikom izjavio da se u lokalnim metal bendovima samo „opija i nosi spandeks“ dok je on hteo da se fokusira isključivo na muziku. On se pridružio bendu Nou Daut i zamenio je gitaristu benda Džerija Mekmejhona čime je muzika ovog benda poprimila i uticaj metal muzike. Sledeće godine Adrian Jang (engl. Adrian Young) je zamenio dotadašnjeg bubnjara Kris Veb-a.
Toni Ferguson (engl. Tony Ferguson), koji je bio impresioniran veoma energičnim i vernim fanovima grupe Nou Daut koji su strasno proživljali svaki deo nastupa ove grupe kao i ponašanjem Gven Stefani koja je prosto hipnotisala masu njenim glasom, odlučio je da 1990. godine potpiše ugovor sa bendom koji je garantovao snimanje nekoliko albuma u okviru nove producentske kuće Interskoup Rekords. Prvi istoimeni album grupe Nou Daut bio je izdat 1992. godine i na kojem se nije pojavio nijedan singl namenjen za radio, iako je tada bio snimljen video spot za pesmu „Trapped in a Box". Album je bio karakterstičan po ska/pop zvuku sa melodijama kao iz crtanih filmova i koji je u potpunosti bio suprotan dominantnom zvuku koji je bio predstavljen u grandž (engl. grunge) pokretu tog doba. Fokus muzičkog sveta je tada bio uperen na scenu u Sijetlu (engl. Seattle) i to je bio jedan od razloga zašto album „No Daut“ nije bio dovoljno ispromovisan od strane diskografske kuće a rezultat toga je bila prodaja od samo 30,000 primeraka zbog čega je ovaj album bio okarakterisan kao potpuni komercijalni promašaj. Bend je tada krenuo u turneju po zemlji kako bi uradio promociju albuma iako to nimalo nije podržala producentska kuća Interskoup Rekords. Bend nije uspeo da privuče dovoljno publike na njihove koncerte kao što su to učinili u Južnoj Kaliforniji (engl. South California) i nekoliko puta su se suočili sa činjenicom da njihov album uopšte nije mogao da se kupi u nekoliko gradova gde su trebali da sviraju. Erik Stefani je počeo da se povlači iz grupe i nije bio više siguran da li je u bendu ili nije.
Sledeće godine bend je započeo sa radom na njihovom drugom albumu ali Interskoup je odbio najveći deo njihovog materijala i bend je osvario saradnju sa producentom Metju Vajlder-om (engl. Matthew Wilder). Sa druge strane, Erik-u se nije sviđala činjenica da će bend morati da prepusti deo kreativnog rada nekome sa strane i na kraju je prestao da snima i vežba sa ostatkom benda. On je napustio grupu 1994. godine i nastavio je sa karijerom u kompjuterskoj animaciji i vratio se seriji Simpsons (engl. The Simpsons). Kejnal je okončao sedmogodišnju vezu sa Gven pod opravdanjem da mu je trebalo više „prostora“. Interskoup više nije znao šta da radi sa bendom i predao je 1995. godine deo licence za njihove dalje projekte producentskoj kući Troma Rekords. Nou Daut su zatim te iste godine izdali album „The Beacon Street Collection“ na kojem su se pojavile pesme sa prethodnih snimanja,i to za etiketu Si Kričr Rekords. Ovaj album je bio karakterističan po malo tvrđem zvuku u odnosu na prvi album i to prevashodno zbog uticaja pank-rok i grandž muzike. To je rezultovalo u prodaji koja je bila tri puta veća od prodaje prethodnog albuma. Te iste godine pojavio se i treći album benda „Tragic Kingdom“ na kojem su se većinom pojavljivali tekstovi o vezi između Gven Stefani i Tonija Kejnal-a.

### Mejnstrim uspeh (1995—2000)
Pre nego što se pojavio video spot za pesmu „Just a Girl“ na MTV-ju i drugim medijiskim kućama bend je imao nekoliko nastupa u Diznilend-u 1995. godine (Grad Night) gde su prikazali izvanredan šou. Gven je nosila istu crvenu haljinu u kojoj se pojavila i na omotu za album „Tragic Kingdom“ sa kojim je grupa doživela komercijalni uspeh. Singl „Just a Girl“ sa ovog albuma je učestvovao u ovom uspehu. Krajem te godine bend je započeo promotivnu turneju ovog albuma širom sveta koja je trajala više od dve godine. Drugi singl „Spiderwebs“ iz 1996. godine je bio uspešan a balada „Don't Speak“ je bila treći singl i probila je prethodni rekord time što je ostala na Billboard Hot 11 Airplay listi šesnaest nedelja. Grupa je bila nominovana za dve Gremi nagrade - Najboljeg novog izvođača (engl. Best New Artist) i za Najbolji rok album (engl. Best Rock Album) na dodeli nagrada 1997. godine. Polovina pesama sa albuma „Tragic Kingdom“ je bila izdata kao singlovi a album je dobio osam puta platinasti serfitikat. Grupa Nou Daut je kasnije za pesmu „Don't Speak“ bila nominovana za još dva Gremi-ja, za Najbolju pesmu godinu (engl. Song of the Year) i Najbolji pop nastup dua ili vokalne grupe (engl. Best Pop Performance by a Due or Gruop with Vocal). Organizacija The Recording Industry Association of America je dodelila dijamantski serftifikat ovom albuma u februaru 1999. godine i sa preko šesnaest miliona primeraka koji su prodati širom sveta, album „Tragic Kingdom“ je jedan od najbolje prodavanih albuma u istoriji. Uživajući u slavi njihovog drugog albuma, počela je i ponovna prodaja njihovog albuma prvenca čija se prodaja popela do 250,000 primeraka.
Izdavanje aluma „Tragic Kingdom“ je pojačalo nesuglasice između producentskih kuća Interskoup i Troma Rekords oko ugovora koji su sa njima potpisali članovi grupe Nou Daut. Troma je tužila Interskoup i tražila odštetu od 100 miliona dolara povodom nepoštovanja ugovora, prevare i iznuđivanja i tražila da se udruženi ugovor prekine. U optužbi je bilo navoda da je Interskoup prekršio ugovor sa bendom u trenutku kada su oni postali uspešniji nego što se očekivalo. Nou Daut je prethodno izjavio da su oni prešli u potpunosti u saradnju sa Troma Rekords i da je promena bila „fantastična, jer su sada imali više pažnje i da su bili u centru pažnje jedne male samostalne etikete“. Slučaj se završio sa isplatom od 3 miliona dolara.
Bend je završio turneju u decembru 1997. godine i imali su nekoliko izdanja u dvogodišnjem periodu za vreme koga su pisali tekstove i snimali kako bi nastavak za album „Tragic Kingdom“ bio uspešan. Dugometražni video „Live in the Tragic Kingdom“ na kojem se prikazivao nastup benda u Honda Centru (nekadašnjem Arrowhead Pond of Anaheim) bio je izdat kao i ponovno izdanje albuma „The Beacon Street Collection“. Bend je snimio pesmu „Ja bacam igračke naokolo“ (eng. I Throw My Toys Around) zajedno sa pevačem Elvisom Costel-om (engl. Elvis Costello) za film Ragrets (engl. The Rugrats Movie) kao i za album posvećen bendu Kleš (engl. The Clash) pod nazivom „Burning London: The Clash Tribute“. Stefani je počela da samostalno snima materijal i učestvovala je u pesmama za Orkestar Brajana Secera (engl. The Brian Setzer Orchesta), ostvarila je saradnju sa pevačem Prins-om (engl. Prince) i bendom Fišboun i Femilihud Nekstpiriens (engl. Fishbone & Familyhood Nextperience) kao i bendom Buš (engl. Bush) čiji je pevač bio njen momak Gevin Rosdejl (engl. Gavin Rossdale). U periodu između albuma, bend Nou Daut je izdao pesmu „Nova“ (engl. New) koja se pojavila i u filmu „Go“ 1999. godine. Pesma „Nova“ je bila inspirisana bujnom vezom sa Rosdejl-om.

### Kasniji albumi (2000—2004)
U 2000. godini bend je izdao album „Return of Saturn“ kao nastavak albuma „Tragic Kingdom“. Album je obilovao mračnijim tonom i pesme su bile ozbiljnije nego prethodni materijal grupe Nou Daut. Ovog puta fokus albuma se premestio sa veze između Gven i basiste Tonija Kejnal-a na vezu između nje i Gevina Rosdejl-a. Ovaj album nije doživeo veliki komercijalni uspeh i glavni singl „Ex-Girlfriend" nije ništa značajno postigao na Billboard Hot 100 listi u Americi. Sa ovog albuma su se pojavila još dva singla, „Simple Kind of Life“ i „Bathwater“.
Posle albuma „Return of the Saturn“ bend je započeo opet da snima u januaru 2001. godine. U ovom periodu grupa je snimila glavnu pesmu u filmu „Zoolander“ koja je prerađena verzija pesme „Love to love you baby“ koju je pevala Dona Samers (engl. Donna Summers) kao i pesmu sa R&B pevačicom Kelis (engl. Kelis) za njen album „Wonderland“. Stefani se pojavila na albumima „South Side“ pevača Mobi-ja. (engl. Moby) kao i reperke Iv (engl. Eve) na albumu „Let Me Blow Ya Mind“. Ovi potezi su povećali kredibilitet grupe Nou Daut i stvorili su mogućnosti za isprobavanje ovog benda u drugim žanrovima muzike. Na album iz 2001. godine „Rock Steady“ veliki uticaj je imao zvuk sa Jamaike i denshol muzika i na njemu su se našla dva singla koja su dobila nagrade Gremi, „Hey Baby“, pesma snimljena sa rege disk-džokejom Baunti Kilerom i „Underneath it All“ na kojoj se pojavila kraljica denshol muzike Ledi So. Oba singla su uspela da dođu do petog mesta Billboard Hot 100 liste. Na albumu su se pojavili i singlovi „Hella Good“ i „Running“. Pop zvezda Prins je bio producent, i jedan od tekstopisaca za pesmu „Waiting Room“ sa ovog albuma. Članovi grupe su se pojavili i u jednoj epizodi serije „Dawson's Creek“.
Bitna godina za grupu Nou Daut je bila 2003 kada se pojavio album „The Singles 1992-2003“ koji je bio kompilacija komercijalnih pesama benda. Na njoj se pojavila i obrada pesme "It's My Life" nominovana za Gremi nagradu „Pop Performance by a Due or Group with Vocal“. Specijalni boks set sa dva di-vi-di diska pod nazivom „Boom Box“ se pojavio i u kojem su se našla izdanja singlova „The Singles 1992-2003“ i kompilacija „Everything in Time“, di-vi-di snimci „The Videos 1992-2003“ kao i video izdanje „Live in the Tragic Kingdom“. „Rock Steady Live“ je bio di-vi-di koji se odvojeno pojavio i na kojem se nalazio nastup benda za vreme njihove Rock Steady turneje. Sledeće godine bend je gostovao u legendardnoj ska pesmi „Monkey Man“ grupe sa Jamaike koja se zvala „Toots & the Maytals“ a pojavili su se i na turneji grupe Blink 182.

### Razilaženje grupe (2004—2008)
Glavni vokal Gven Stefani je započela 2003 godine da radi na njenom dens-pop projektu koji je bio inspirisan nju vejv pokretom iz 80-ih godina prošlog veka što je rezultovalo njenim solo albumom „Love. Angel. Music. Baby“ koji se pojavio u novembru 2004. Album je dobio multi-platinasti serfitikat u nekoliko zemalja uključujući petrostruki sertifikat u Kanadi i trostruki platinasti u Americi. Njena prva solo turneja je započeta u oktobru 2005. godine koja se poklopila sa vešću o njenoj trudnoći (njen sin, Kingston Džejms Makgregor Rosdejl je rođen 26. maja 2006. godine). Njen drugi solo dans-pop album se pojavio u decembru 2006. pod nazivom „The Sweet Escape".
Početkom 2005. godine Tom Djumont je izdao njegov solo projekat pod nazivom Invisibl Overlord (engl. Invicible Overlord) sa svojim prijateljem Ted Metson-om (engl. Ted Matson) a gostovao je i na turneji pevača Met Kosta-e (engl. Matt Costa). Edrian Jang je bio bubnjar na turneji repera Bau Vau Vau-a (engl. Bow Wow Wow) iz 2004. godine a uzeo je učešće i u pesmama benda Anvriten Lo (engl. Unwritten Law) i njihovog albuma „Here's to the Mourning“ kao i na nekoliko njihovih nastupa iz 2006. godine. Jang će takođe učestvovati i u albumu Dilane Robišo
(engl. Dilana Robichaux) koja je osvojila drugo mesto u televizijskom šou-u Rockstar: Supernova.

### Povratak muzici (2008 - do danas)
Pošto se Gven Stefani posvetila promociji njenog drugog solo albuma, bend Nou Daut je započeo pripremu albuma bez nje i planirao je da ga finanizira kada se završi njena turneja. U martu 2008. godine bend je počeo da obaveštava svoje fanove o napretku albuma na njihovom zvaničnom forumu. Gven je tom prilikom istakla da je pisanje tekstova započeto ali da je progres spor što se njenog dela tiče najviše zbog njene trudnoće kada je očekivala svoje drugo dete.
Menadžer Džim Gerinot (engl. Jim Guerinot) je istakao da će album, u tom trenutnu bez naziva, producirati Mark „Spajk“ Stent koji je pomogao i u producentskom poslu i miksu albuma „Rock Steady“. U periodu između trudnoće Gven Stefani i snimanja, grupa Nou Daut nije išla na turneju 2008. godine ali Gerinot je obećao da će bend to uraditi u 2009. godini posle punih pet godina od kada bend to nije uradio u punoj postavi.
Nou Daut su objavili na njihovom zvaničnom veb sajtu da će krenuti na letnju turneju po Americi sa izvođačima kao što su Kejti Peri (engl. Katy Parry), Met Kosta, i grupe Paramor (engl. Paramore), Saunds (engl. The Sounds) i drugi. Ono što je takođe najavljeno je to da će u tom periodu grupa raditi na njihovom novom albumu koji planiraju da izdaju 2010 godine. Kao deo specijalne promocije ove turneje bend je davao i besplatne muzičke kataloge u digitalnom obliku za sve koji su kupili skuplje karte.
Nou Daut se pojavio 2009 godine u televizijskoj seriji „Gossip Girl“ gde su glumili fiktivni bend „Snowed Out“ u jednoj epizodi. Oni su izveli pesmu „Stand and Deliver“ koja je nova verzija pesme koju su izvodili grupa Adam and the Ants.
Nout Daut su svirali i na humanitarnom koncertu „Bridge School Benefit“ koji je organizovao Nil Jang (engl. Neil Young) u oktobru 2009. godine. u amfiteatru Shoreline (engl. Shoreline Amphitheatre) u Kaliforniji. Tom prilikom Gven je izjavila da „pokušavaju da snime novi album“.
Novine Los Anđeles Tajms (engl. Los Angeles Times) su 4. novembra. 2009. godine prenele da je grupa Nou Daut podnela tužbu protiv kreatora igrice Bend Hirou (engl. Band Hero) povodom izgleda benda u toj igrici. U optužbi je pisalo da je igrica „transformisala članove benda Nou Daut u virtuelne karaoke likove iz cirkusa“. Ektivižn (engl. Activision), kompanija koja je bila kreator ove igrice, je izjavila povodom ove tužbe da su oni uradili i više nego što je ugovorom bilo propisano a što je bilo vezano za sličnost između benda u igrici i benda uživo.

## Članovi

### Trenutni članovi
- Gven Stefani – vokal (1988-2004, 2008-present) pomoćni vokali (1986—1988)
- Tom Djumont – gitara, klavijatura (1988-2004, 2008-danas)
- Toni Kejnal – bas gitara (1987-2004, 2008-danas)
- Edrian Jang – bubnjevi, perkusija (1989-2004, 2008-danas)

Članovi na turneji:
- Stiven Bredli – klavijaturista, truba, pomoćni vokali (1995-2004, 2008-danas)
- Gebrial Mekner – klavijaturista, trombon, pomoćni vokali (1993-2004, 2008-danas)

### Bivši članovi
- Erik Karpenter – saksofon (1988—1994)
- Pol Keseli – trombon (1987—1990)
- Gabriel Gonzales – truba (1986—1989)
- Don Hamerset – truba (1990—1992)
- Aleks Henderson – trombon (1991—1993)
- Fil Džordan - truba (1992—1995)
- Kris Lil – bas gitara (1986—1987)
- Kevin Vels - trombon (1986—1987)
- Džeri Mekmejhn – gitara (1986—1988)
- Alen Mid – truba, pomoćni vokali (1986—1988)
- Toni Mid – saksofon (1986—1988)
- Kris Veb – bubnjevi (1986—1989)
- Džon Spens – prvi pomoćni vokal (1986—1987)
- Erik Stefani – klavijatura, gitara (1986—1995)

## Diskografija
- No Doubt (1992)
- The Beacon Street Collection (1995)
- Tragic Kingdom (1995)
- Return of Saturn (2000)
- Rock Steady (2001)
- Push and Shove (2012)

## Nagrade i nominacije

### Gremi Nagrade
Gremi nagrade se dodeljuju jednom godišnje od strane organizacije National Academy of Recording Arts and Sciences.
1997:

No Doubt - Najbolji izvođač - nominovani

Tragic Kingdom Najbolji rok album - nominovani
1998:

"Don't Speak" - Najbolji pop nastup dua ili grupe - Najbolja pesma godine - nominovani
2001:

Return of Saturn - Najbolji rok album - nominovani
2003:

"Hey Baby" - Najbolji pop nastup dua ili grupe - osvojili

"Hella Good" - Najbolja dens numera - nominovani

Rock Steady - Najbolji pop album - nominovani
2004:

"Underneath It All" - Najbolji pop nastup dua ili grupe - osvojili
2005:

"It's My Life" - Najbolji pop nastup dua ili grupe - nominovani

### MTV Video Muzičke nagrade
MTV Video muzičke nagrade su osnovane 1984. godine od strane MTV-ja kako bi se gddišnje proslavili najbolji muzički video spotovi.

1997:

"Don't Speak" - Video of the Year - nominovani

Best Group Video - osvojili

2002:

"Hey Baby" - Najbolji video spot grupe - osvojili

Best Pop Video - osvojili

2003:

"Underneath It All" - Najbolji video spot grupe - nominovani

Best Cinematography - nominovani

2004:
"It's My Life" - Najbolji video spot grupe - osvojili

Najbolji pop video spot - osvojili

Best Direction - nominovani

Best Art Direction - nominovani

Najbolja kinematografija - osvojili

## Spoljašnje veze
- Zvanična stranica
- Zvanični You Tube kanal
- Slike sa uživo nastupa u Edmontonu (2009) Архивирано на веб-сајту  (27. август 2009)
- Nou Daut tuži kompaniju Ektivižn - igrica Bend Hirou, Los Anđeles Tajms, 4.11.2009.